# اوا نوتی
شانا استریت (انگلیسی: Eva Notty؛ زادهٔ ۷ ژوئیهٔ ۱۹۸۲ ‏(۴۲ سال)) که با نام صحنه اوا نوتی شناخته می‌شود، بازیگر پورنوگرافی اهل ایالات متحده آمریکا می‌باشد.

## اوایل زندگی
او در ابتدا هنگامی که تنها ۱۳ سال داشت به عنوان منشی در شرکت حمل و نقل پدرش کار می‌کرد.

## حرفه
در سال ۲۰۰۸ اوا عکس برهنه خود را برای وبسایت بزرگسالان اسکور ارسال کرد و استعداد یاب‌های این وبسایت به دلیل اندام جذابش از او دعوت به همکاری کردند. اوا بیشتر در فیلم‌های هاردکور کمپانی‌های برازرز و ریالتی کینگز بازی می‌کند. او علاوه بر بازیگری پورن به عنوان اسکورت نیز فعالیت می‌کند.